# SEASAT

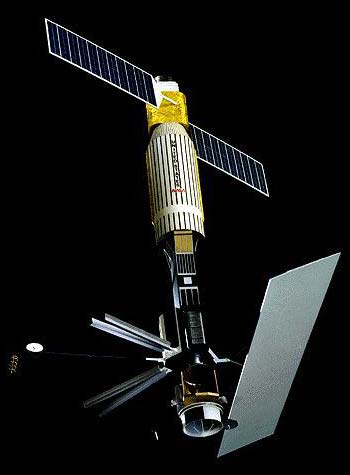
O satélite SEASAT (NASA/JPL-Caltech).

O SEASAT (ou Seasat), de origem Norte americana, foi o primeiro satélite de sensoriamento remoto projetado para atuar sobre os oceanos, e levava a bordo o primeiro Radar de Abertura Sintética (SAR). O satélite foi operado pela NASA e gerenciado pelo Jet Propulsion Laboratory (JPL)
A missão tinha como objetivos genéricos: demonstrar a viabilidade de uma monitoração dos fenômenos oceanográficos globais usando satélites e ajudar a determinar os requisitos para um sistema completo de sensoriamento remoto dos oceanos baseado em satélites. Os objetivos específicos eram: coletar dados dos ventos e da temperatura na superfície dos mares, altura das ondas, ondas internas, água atmosférica, gelo oceânico, características da topografia oceânica
Foi lançado em 27 de junho de 1978, em uma órbita circular de 800 km com inclinação de 108°. Ele operou até 10 de outubro de 1978, 106 dias depois do lançamento. Em 10 de Outubro de 1978, um curto circuito de grandes proporções no sistema elétrico do satélite encerrou a missão.

## Teoria da conspiração
O Seasat acabou sendo capaz de detectar o rastro de submarinos submersos, algo que não havia sido planejado. Uma "teoria da conspiração" existente sobre o assunto, argumenta que quando essa característica foi descoberta, os militares desligaram o SEASAT, usando como desculpa o curto circuito no sistema de alimentação.